# Jonathan Haidt
Jonathan David Haidt, född den 19 oktober 1963 i New York, är en amerikansk socialpsykolog och professor i etiskt ledarskap vid Stern School of Business vid New York University. Hans akademiska specialitet är moralpsykologi och moraliska känslor. Haidt är författare till bland annat The Happiness Hypothesis (2006), The Righteous Mind (2012), som låg på New York Times lista över bästsäljande böcker, och The Coddling of the American Mind (2018). Han utsågs till en av de främsta tänkarna i världen av tidskriften Foreign Policy (”top global thinkers”) och av tidskriften Prospect (”top world thinkers”).
Jonathan Haidt har tillsammans med Jesse Graham och Craig Joseph utvecklat moralfundamentsteorin. Den går ut på att olika uppsättningar av ”moraliska fundament” leder människor till att nå olika ståndpunkter. Teorin har använts för att förklara människors ideologiska hemvist samt förekomst av brist på förståelse mellan politiska motståndare och i förlängningen polarisering. Forskningen har visat att konservativa tillämpar en större palett av moraliska fundament än vad socialister och socialliberaler gör.

## Utbildning och karriär
Haidt tog Bachelor of Arts-examen i filosofi vid Yale University 1985 och PhD-examen i psykologi vid University of Pennsylvania 1992. Därefter forskade han som postdoktor inom kulturpsykologi vid University of Chicago. Hans handledare var Jonathan Baron och Alan Fiske (på University of Pennsylvania) och kulturantropologen Richard Shweder (på University of Chicago). Medan han innehade sin postdoktorala tjänst erhöll Haidt stipendium från Fulbright-programmet för att finansiera tre månaders forskning om moral i Odisha i Indien. År 1995 anställdes Haidt som Assistant Professor (forskarassistent) vid University of Virginia, där han arbetade till 2011. Under denna tid vann han fyra priser för sin undervisning, däribland ett delstatspris som delades ut av Virginias guvernör.
År 1999 började Haidt ägna sig åt den nya disciplinen positiv psykologi genom att studera moraliska känslor. Detta arbete ledde fram till antologin Flourishing. Positive psychology and the life well-lived (för vilken han var redaktör) 2003 och därefter den av honom författade The happiness hypothesis. Finding modern truth in ancient wisdom 2006. I den sistnämnda boken introducerade han den därefter vida citerade metaforen att sinnet består av två delar, likt en liten ryttare (medvetet resonerande) på en mycket stor elefant (automatiska och intuitiva processer). År 2004 började Haidt applicera moralpsykologi på studiet av politik genom att forska om de psykologiska grunderna för ideologisk hemvist. Denna forskning ledde fram till hans bok The righteous mind. Why good people are divided by politics and religion (2012). Haidt tillbringade verksamhetsåret 2007–2008 vid Princeton University som Laurance S. Rockefeller Visiting Professor (gästprofessor) for Distinguished Teaching.
År 2011 anställdes Haidt vid Stern School of Business vid New York University. I sin nuvarande forskning applicerar han moralpsykologi på affärsmoral. År 2013 deltog han i grundandet av Ethical Systems, en icke vinstdrivande samarbetsorganisation med syfte att göra akademisk forskning om etik vida tillgänglig för företag. Haidt skriver på en bok om kapitalismen som förmodligen kommer att publiceras 2019.
Haidt engagerar sig också för att öka den ideologiska mångfalden inom socialpsykologi och andra samhällsvetenskaper. Han har beskrivit situationen sålunda: ”Så vi har nått det stadium som George Will beskrev. Han sade att det finns en särskild sort av progressiva [socialister och socialliberaler] som vill ha mångfald inom allt, utom i tänkande. Och visst behöver vi vissa sorters mångfald. Men det är viktigt att komma ihåg att mångfald till sin rena natur är splittrande, så vilken funktion har din grupp? Om din grupp behöver samhörighet så vill du inte ha mångfald. Om din grupp behöver gott och klart tänkande och du vill ha människor som utmanar dina förutfattade meningar, då behöver du det [mångfald]. Så i den akademiska världen behöver vi den typen av mångfald, men vi har den inte.” Haidt var 2015 en av grundarna av Heterodox Academy, ett nätverk med syfte att främja mångfalden av åsikter inom högre utbildning och forskning.
Haidt är även rådgivare till Represent.Us (en partipolitiskt obunden organisation mot korruption).

## Bidrag till forskningen
Haidts forskning om moral har lett till publikationer och teoretiska framsteg inom följande huvudsakliga områden:

### Social intuitionism
Sedan graduate school (motsvarande avancerad nivå i svensk högskoleutbildning) har Haidt huvudsakligen forskat om naturen och mekanismerna hos moraliska ställningstaganden. På 1990-talet utvecklade han den socialintuitionistiska modellen, som går ut på att moraliska ställningstaganden mestadels baseras på automatiska processer – moralisk intuition – än på medvetna resonemang. Folk ägnar sig åt att resonera främst för att finna bevis för sitt initiala intuitiva ställningstagande. Haidts främsta artikel om den socialintuitionistiska modellen, ”The emotional dog and its rational tail”, har citerats över 6 000 gånger.

### Metaforen om elefanten och ryttaren
De socialintuitionistiska observationerna – att intuitioner kommer först och rationalisering därefter – ledde till utvecklandet av metaforen om elefanten och ryttaren. Ryttaren representerar de medvetna och kontrollerade processerna, medan elefanten representerar alla de automatiska processerna – som är de dominerande. Metaforen motsvarar System 1 och System 2 som beskrivs av Daniel Kahneman i Thinking, fast and slow. Denna metafor används flitigt i både The happiness hypothesis och The righteous mind.

### Moraliskt äckel
Tillsammans med Paul Rozin och Clark McCauley utvecklade Haidt en skala över äckel, Disgust Scale, som har blivit vida använd för att mäta individuella skillnader i fallenheten för äckel. Haidt, Rozin och McCauley har skrivit mycket om den psykologiska aspekten på äckel som en känsla som började som en munnens väktare (mot bakterier), men som sedan expanderade under den biologiska och kulturella utvecklingen till att bli en väktare för kroppen mer generellt och för den sociala och moraliska ordningen.

### Moralisk upphöjdhet
Med Sara Algoe demonstrerade Haidt att exponering för berättelser om moralisk skönhet (motsatsen till moraliskt äckel) förorsakar en vanlig uppsättning av reaktioner, däribland varma och kärleksfulla känslor, lugn och ett begär efter att bli en bättre person. Haidt kallade känslan ”moralisk upphöjdhet” (moral elevation), som en hyllning till Thomas Jefferson, som hade beskrivit den känslan i detalj i ett brev i vilket han diskuterade nyttorna med att läsa god litteratur. Känslor av moralisk upphöjdhet orsakar mjölkavsöndring hos ammande mödrar, vilket tyder på inblandning av hormonet oxytocin. Det finns nu en stor mängd forskning om upphöjdhet och därmed förknippade känslor.

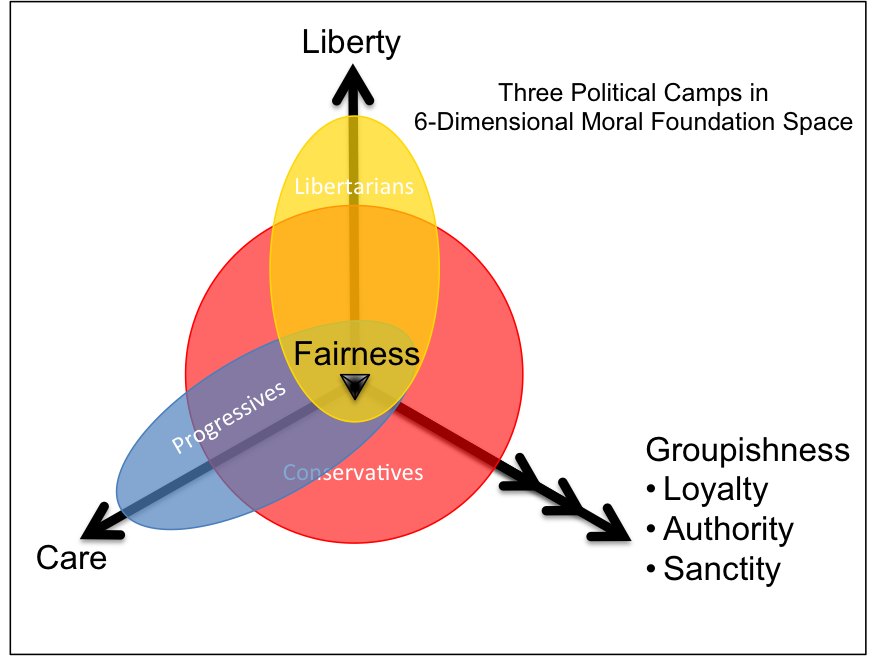
Illustrationen är ett försök av Stephen Cobb att visa hur progressiva, libertarianer och konservativa förhåller sig till varandra och till de moraliska fundamenten. De sex moraliska fundamenten är rättfärdighet (”fairness”), frihet (”liberty”), omtanke (”care”), lojalitet (”loyalty”), auktoritet (”authority”) och helighet (”sanctity”), varav de tre sistnämnda främjar samhörighet inom gruppen (”groupishess”). Illustrationen visar hur alla de tre politiska grupperingarna tar fasta på rättfärdighet, medan progressiva lägger särskild tyngd vid omtanke och libertarianer vid frihet. Konservativa är ensamma om att bejaka de tre gruppfrämjande fundamenten, men den konservativa cirkelns omfattning i figuren visar hur konservativa även i viss mån delar de progressivas och libertarianernas bekännelse till omtanke respektive frihet.

### Moralfundamentsteorin
År 2004 började Haidt tillämpa den socialintuitionistiska modellen även för att specificera de mest viktiga kategorierna av moralisk intuition. Detta resulterade i moralfundamentsteorin (Moral Foundations Theory), utvecklad tillsammans med Craig Joseph och Jesse Graham och baserad delvis på forskning av Richard Shweder. Enligt teorin finns det (åtminstone) sex medfödda moraliska fundament på vilka kulturer utvecklar sina olika moraler (precis som det finns fem medfödda smaklökar på tungan, vilka kulturer har använt för att skapa många olika kök).
De sex moraliska fundamenten är:
- Vård eller omsorg: vårdande och skyddande av andra; motsats till skadande.
- Rättvisa eller proportionalitet: upprätthållandet av rättvisa enligt gemensamma regler; motsatsen till fusk.
- Lojalitet eller ingrupp (gruppidentifikation): att stå för sin grupp, familj eller nation; motsatsen till svek.
- Auktoritet eller respekt: att underställa sig tradition och legitim auktoritet; motsatsen till subversiv/omstörtande.
- Helighet eller renhet: avsky/aversion för äckliga saker och handlingar; motsatsen till degradering/förnedring.

I The righteous mind introducerar Haidt ett sjätte fundament: 
- Frihet, värdering av personlig autonomi och ovilja inför restriktioner av personlig frihet; motsatsen till förtryck.[24]

Teorin utvecklades för att förklara skillnader i moral mellan kulturer, men Haidt och hans kolleger på YourMorals.org har kommit fram till att teorin fungerar väl för att förklara även skillnader i politisk hemvist. Progressiva (det vill säga socialliberaler och socialister) tenderar att fästa störst vikt vid de moraliska fundamenten omtanke och rättfärdighet, medan konservativa tenderar att lägga lika mycket vikt vid alla fundamenten. Libertarianer bekänner sig särskilt till fundamentet frihet.
Enligt Haidt har detta väsentligt inflytande på politiska diskurser och relationer. Eftersom vissa politiska företrädare till en viss grad är blinda för ett eller flera av motståndarens moraliska fundament kan de uppfatta moraliskt baserade uttalanden eller beteenden som om de vore grundade i något annat – i bästa fall självintresse, i värsta fall ondska – och därför demonisera varandra.

## The Righteous Mind
År 2012 utgav Jonathan Haidt boken The Righteous Mind. Why good people are divided by politics and religion, i vilken han beskriver hur moralfundamentsteorin (Moral Foundations Theory) relaterar till politik och religion. Haidt försöker identifiera likheter och skillnader mellan progressiva och konservativa. Haidt menar att människor är för snabba med att förkasta andra ståndpunkter utan att beakta dessa fullt. Haidts forskning visar att moraliska ställningstaganden till större delen är intuitiva och att politiskt progressiva kan förstå och dra moraliska slutsatser från fundamentala intuitioner som har med individer att göra, men att de är generellt oförmögna att förstå moraliska intuitioner som relaterar till faktorer som håller folk samman. Konservativa förstår däremot de progressivas värderingar och kan därför diskutera med dem, men progressiva har ofta svårt att tänka sig att konservativa motiveras av något annat än själviskhet och rädsla.
I boken redovisar Haidt resultaten av en undersökning som visar progressivas oförmåga respektive konservativas förmåga vad gäller att förstå och rationellt utvärdera varandras argument. I undersökningen bad han progressiva att besvara frågor så som de trodde att konservativa skulle besvara dem, medan konservativa fick besvara frågorna så som de trodde att progressiva skulle besvara dem. Undersökningen visade att konservativa generellt tämligen väl kunde beskriva progressiva ståndpunkter så som en progressiv skulle beskriva dem, medan progressiva var nästan helt oförmögna att beskriva konservativa ståndpunkter så som en konservativ skulle beskriva dem. Konservativa tillämpar också de moraliska fundamenten omtanke, rättfärdighet och frihet, vilket gör det möjligt för dem att debattera med progressiva exempelvis om hur man bäst bekämpar fattigdom eller hur man tacklar hot mot medborgerliga friheter. Eftersom progressiva emellertid är moraliskt sett ”enögda”, har de svårt att förstå att konservativa och deras värnande av lojalitet, auktoritet och helighet är moraliskt seriösa. När Haidt föreläser inför en progressiv publik om de moraliska fundamenten lojalitet, auktoritet och helighet finner han att många i publiken inte bara har problem med att förstå dessa fundament, utan att de avvisar dem dessutom såsom varande omoraliska. ”Lojalitet till en grupp krymper den moraliska kretsen; det är grunden för rasism och exklusion, säger de. Auktoritet är förtryck. Helighet är religiös rappakalja vars enda funktion är att undertrycka kvinnlig sexualitet och rättfärdiga homofobi.”
Haidt tillämpar i boken begreppet WEIRD (”Western, educated, industrialized, rich and democratic”), för att beskriva västerländska samhällen och särskilt den utbildade övre medelklassen i dessa samhällen. WEIRD-människor avviker i sina värderingar från den stora majoriteten som har värderingar baserade på en större uppsättning av moraliska fundament. Haidt menar att om man växer upp i ett WEIRD-samhälle, blir man så präglad av autonomins etik att man kan upptäcka förtryck och ojämlikhet även där de förmenta offren inte själva ser något fel med det. WEIRD-värderingar är individualistiska och tar inte hänsyn till relationer och samhörighet mellan människor. Haidt varnar för en moralisk ordning enligt vilken det bara finns en rätt väg att gå. Haidt betonar i boken hur viktiga aspekterna helighet, lojalitet och auktoritet är för ett mänskligt samhälles överlevnad. Det som progressiva identifierar som förtryckande strukturer är i själva verket själva förutsättningen för mänsklig utveckling. Frånvaron av dessa tre moraliska dimensioner leder enligt Haidt till upplösning av mänskliga samhällen.
I en recension skriver Nicholas Kristof att boken ”för en progressiv som mig själv bidrar till att avmystifiera högern – och belyser det slags utformande av budskap som skulle kunna tilltala väljare av alla kulörer”. I Sunday Book Review i The New York times kallas boken ”milstolpsbidrag till mänsklighetens förståelse av sig själv”. I en svensk recension skriver Kari Kapla: ”Boken fullkomligt svämmar över av hyperintressanta frågeställningar och forskning som verkligen kan hjälpa oss att komma upp ur våra ideologiska skyttegravar, både vad gäller politik och religion. Den bär på ett budskap om ödmjukhet, förståelse och samarbete.”

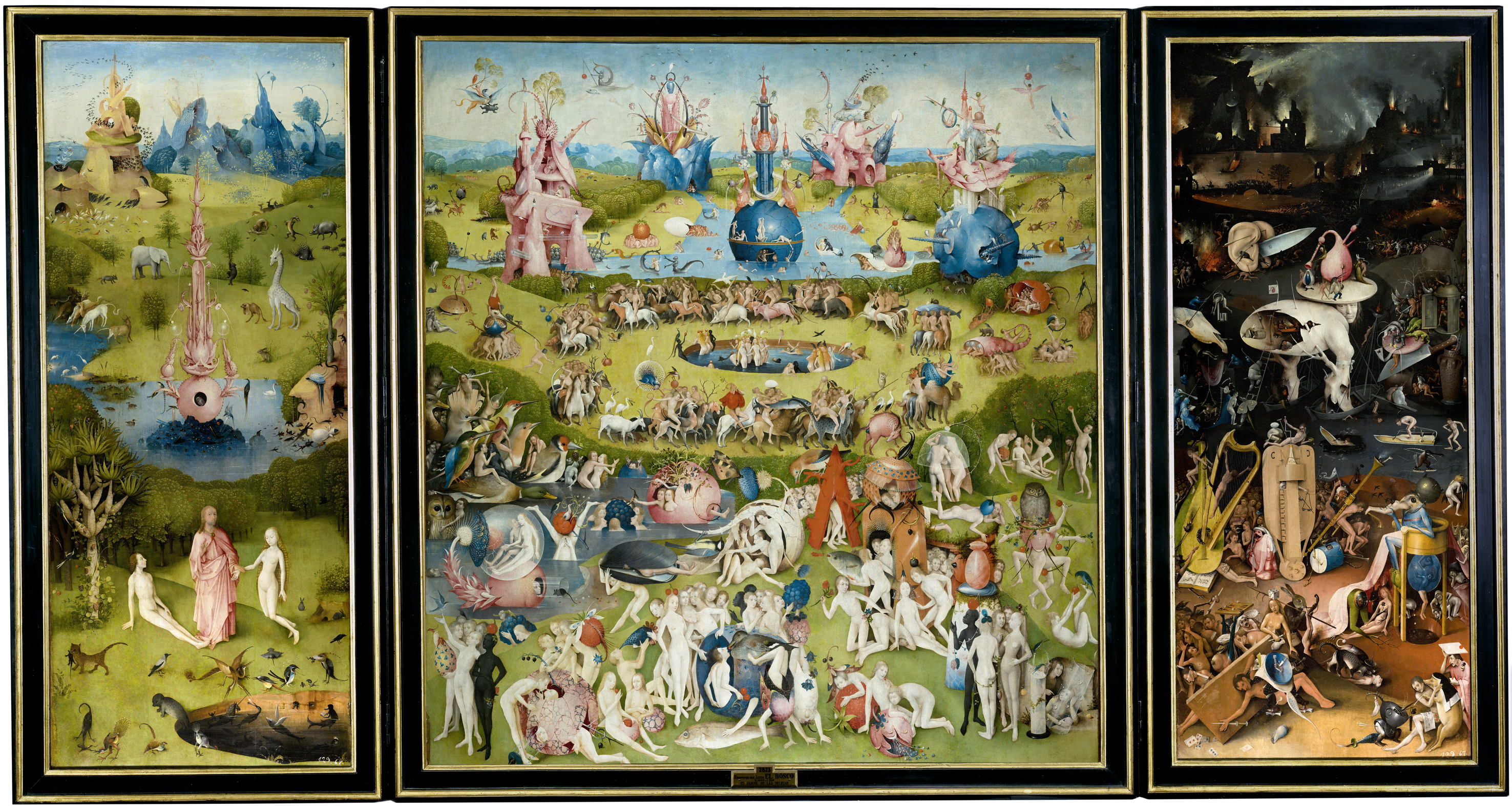
I ett TED Talk inför en publik med en överväldigande majoritet av progressiva sade Jonathan Haidt: ”Nu kanske ni säger, OK, det finns de där skillnaderna mellan progressiva och konservativa, men vad gör de där tre andra fundamenten moraliska? Är det inte bara grundvalarna för främlingsfientlighet, auktoritarianism och puritanism? Vad gör dem moraliska? Svaret, tror jag, finns i denna fantastiska triptyk av Hieronymus Bosch, ”Lustarnas trädgård”. På den första panelen ser vi tidpunkten för skapelsen. Allt är ordningsamt, allt är vackert, alla människor och djur gör vad det är tänkt att de ska göra, där det är meningen att de ska vara. Men sedan, eftersom världen är som den är, förändras saker och ting. Vi har plötsligt varje person som gör vadhelst han vill, med varje öppning hos varje annan person och varje annat djur. En del av er kanske känner igen detta som 60-talet. Men 60-talet avlöses oundvikligen av 70-talet, där sprickorna i öppningarna smärtar lite mer. Detta kallade Bosch förstås helvetet. Så denna triptyk, dessa tre paneler, gestaltar den tidlösa sanningen att ordning tenderar att förfalla. Den sociala entropins sanning.”

## The Anxious Generation
År 2024 publicerade Haidt boken "The Anxious Generation: How the Great Rewiring of Childhood is Causing an Epidemic of Mental Illness". I denna bok undersöker Haidt effekterna av modern teknologi som smartphones och sociala medier på unga människors mentala hälsa och välbefinnande. Haidt diskuterar hur övergången från en barndom baserad på lek till en mer teknikorienterad miljö har lett till en ökning av ångest, depression och andra psykiska sjukdomar bland tonåringar. Haidt analyserar hur bristen på ostrukturerad lektid och överexponering för skärmar har bidragit till dessa problem. Han undersöker också vilken roll sociala medier spelar för att förstärka känslan av socialt tryck, jämförelse och isolering bland tonåringar. Dessutom går Haidt närmare in på ämnet könsdysfori och dess möjliga relation till trender inom sociala medier. Han noterar att historiskt sett var procentandelen av könsdysfori högre bland födda män som sökte könskorrigering, men det har skett en snabb ökning bland födda kvinnor, särskilt bland tonåringar från Generation Z, som sökte behandling för könsdysfori. Haidt diskuterar den komplexa dynamiken i könsidentitet och den påverkan som sociala och kulturella faktorer, inklusive online-interaktioner, har på förståelsen och upplevelsen av kön.

## Politisk centrism
I kapitel 8 i The righteous mind berättar Haidt om hur han började ägna sig åt politisk psykologi i syfte att förstå varför Democratic Party har så svårt att knyta an till väljare. I kapitel 12 i samma bok argumenterar han emellertid för att alla av de större politiska grupperingarna – konservativa, progressiva och libertarianer – har värdefulla insikter och att sanning och att god politik uppkommer genom konkurrensen mellan idéer. Haidt själv berättar att även om han har varit progressiv hela sitt liv så är han nu mer öppen för andra ståndpunkter. Skrivandet av boken ledde till att han övergav sin progressiva hemvist och han har sedan 2012 refererat till sig själv såsom varande i den politiska mitten (political centrist).

## Engagemang mot ideologisk polarisering
Jonathan Haidt inleder sin bok The righteous mind med att citera Rodney King, en afroamerikan som 1991 blev brutalt nedslagen av poliser i Los Angeles. King sade i en TV-intervju: ”Snälla, vi kan komma överens. Vi kan alla komma överens. Jag menar, vi ska alla vistas här ett tag. Låt oss försöka få det att fungera.” Haidt tillägger: ”Den här boken handlar om varför det är så svårt för oss att komma överens. Vi ska verkligen alla vistas här ett tag, så medan vi väntar, låt oss åtminstone försöka förstå varför vi så lätt delas upp i fientliga grupper, var och en säker på sin rättfärdighet.”
Haidt har engagerat sig i åtskilliga projekt för att försöka överbrygga den politiska klyftan och reducera den ideologiska polariseringen i USA. År 2007 grundade han webbplatsen CivilPolitics.org (en portal för forskning om hövlighet inom politiken) och han är rådgivare till Better Angels (en grupp med representanter för Democratic Party och Republican Party som arbetar för att minska politisk polarisering). Han är också engagerad i The Asteroids Club, som även den försöker motverka polarisering genom att uppmuntra politiska motståndare till att försöka förstå de hot som motståndaren identifierar (varvid asteroid används som metafor för hot). Organisationens motto är: ”Jag hjälper dig att avleda din asteroid om du hjälper mig att avleda min.”
Tre av hans fyra TED Talks handlar om att förstå och reducera politisk splittring. I ett TED Talk i december 2012 talade han om hur gemensamma hot kan skapa en gemensam grund att stå på. Därvid introducerade han en uppsättning av idéer om hur man kan använda moralpsykologi för att främja samarbete mellan politiska motståndare. Detta föredrag kom att tjäna som underlag till en partiöverbryggande grupp med forskare om fattigdom, som Haidt hjälpte till att sammankalla, i regi av American Enterprise Institute och Brookings Institution. År 2015 publicerade arbetsgruppen en rapport.

## Kritik
Hjärnforskaren Sam Harris har kritiserat Haidt med argumentet att Haidts försvar av religion leder till rättfärdigande av mänsklig uppoffring och vidskeplighet. I The happiness hypothesis gör Haidt en omfattande utredning av religionens roll i samhället och konstaterar bara att forskarsamhället borde erkänna det evolutionära ursprunget till religiositet och acceptera dess kognitiva implikationer.
Socialpsykologen John Jost har skrivit att Haidt ”gör narr av den progressiva visionen om ett tolerant, pluralistiskt civilsamhälle, men ironiskt nog är det precis vad han är ute efter”.
Journalisten Chris Hedges anklagade i en recension av The righteous mind Haidt för att stödja socialdarwinism. I sitt svar avfärdade Haidt Hedges tolkning av boken, framför allt eftersom Hedges tog citat från vissa konservativa och felaktigt tillskrev dem Haidt.

### Böcker
- Keyes, Corey L.M.; Haidt, Jonathan (red.): Flourishing. Positive psychology and the life well-lived (redaktör med Corey L.M. Keyes; American Psychological Association, Washington D.C. 2003).
- Haidt, Jonathan: The happiness hypothesis. Putting ancient wisdom to the test of modern science (Heinemann, London 2006).
- Haidt, Jonathan: The righteous mind. Why good people are divided by politics and religion (Pantheon Books, New York 2012).
- Lukianoff, Greg; Haidt, Jonathan: The coddling of the American mind. How good intentions and bad ideas are setting up a generation for failure (Penguin Press, New York 2018).
- Haidt, Jonathan: The Anxious Generation: How the Great Rewiring of Childhood is Causing an Epidemic of Mental Illness (Penguin Press, New York 2024).

### Artiklar i urval
- Haidt, Jonathan; Koller, Silvia Helena; Dias, Maria G.: ”Affect, culture, and morality, or is it wrong to eat your dog?”, Journal of personality and social psychology, vol. 65 (1993), s. 613–628, länk.
- Haidt, Jonathan: ”The emotional dog and its rational tail. A social intuitionist approach to moral judgement”, Psychological review, vol. 108 (2001), s. 814–834, länk.
- Wheatley, Thalia; Haidt, Jonathan: ”Hypnotic disgust makes moral judgments more severe”, Psychological science, vol. 16 (2005), s. 780–784.
- Haidt, Jonathan: ”The new synthesis in moral psychology”, Science, vol. 316 (2007), s. 998–1002.
- Rozin, Paul; Haidt, Jonathan; McCauley, Clark: ”Disgust”, s. 757–776 i Lewis, Michael; Haviland-Jones, Jeannette; Barrett, Lisa Feldman (red.): Handbook of emotions, tredje upplagan (Guilford Press, New York 2008).
- Graham, Jesse; Haidt, Jonathan; Nosek, Brian A.: ”Liberals and Conservatives rely on different sets of moral foundations”, Journal of personality and social psychology, vol. 96 (2009), s. 1029–1046, länk.
- Haidt, Jonathan; Kesebir, Selin: ”Morality”, s. 797–832 i Fiske, Susan T.; Gilbert, Daniel T.; Lindzey, Gardner (red.): Handbook of social psychology, femte upplagan (Wiley, Hobeken 2010).
- Iyer, Ravi; Koleva, Spassena; Graham, Jesse; Ditto, Peter; Haidt, Jonathan: ”Understanding Libertarian morality. The psychological dispositions of self-identified Libertarians”, PLoS ONE, 2012, länk.
- Graham, Jesse; Haidt, Jonathan; Koleva, Sena; Motyl, Matt; Iyer, Ravi; Wojcik, Sean P.; Ditto, Peter H.: ”Moral foundations theory. The pragmatic validity of moral pluralism”, Advances in experimental social psychology, vol. 47 (2013), s. 55–130, länk eller länk.